# Unvollständige Ossifikation der Humeruskondylen
Die Unvollständige Ossifikation der Humeruskondylen ist eine Entwicklungsstörung des Skeletts, bei der die beiden Gelenkknorren (Condylus medialis und lateralis) des Oberarmknochens (Humerus) bei der Verknöcherung (Ossifikation) nicht verschmelzen. Die Erkrankung tritt vor allem beim Haushund auf, und hier vor allem bei Spaniel-Rassen, aber auch beim Labrador Retriever, Wachtelhund, Deutscher Schäferhund und Rottweiler.
Beide Humeruskondylen haben ein eigenes Ossifikationszentrum, die beim Hund im Alter von drei bis sieben Monaten fusionieren. Die Störung dieser Vereinigung tritt meist beidseitig auf, etwa ein Viertel der betroffenen Tiere hat weitere Störungen des Ellbogengelenks. Dadurch kommt es zu kleinsten Bewegungen innerhalb des unteren Oberarmknochenendes, die zu einer Lahmheit führen können. Darüber hinaus kann es zu einem Knochenbruch des Condylus humeri kommen. Teilweise verläuft die Erkrankung auch ohne jeglichen Symptome und wird nur zufällig bei Röntgenuntersuchungen entdeckt.
Zur Diagnostik eignen sich Röntgenaufnahmen, am besten eine 15° kraniomediale-kaudolaterale Schrägprojektion. Fragliche Fälle sollten mittels Computertomographie abgeklärt werden. Auch eine Magnetresonanztomographie oder Arthroskopie sind zur Diagnosestellung geeignet. Die Therapie erfolgt durch Einbringen einer Zugschraube. Bei einer Kondylenfraktur ist die Prognose immer vorsichtig zu stellen, da aufgrund der Verknöcherungsstörung auch die Knochenheilung eingeschränkt sein kann.